# جواز سفر إيراني
جواز السفر الإيراني (بالفارسية: گذرنامه ایرانی) يتم إصداره للمواطنين الإيرانيين بغرض الرحلات الدولية. جواز السفر هو بمثابة إثبات على الجنسية الإيرانية.
جواز السفر الإيراني عنابي اللون عليه شعار إيران في الأعلى. مكتوب عليه بالفارسية:«جمهوری اسلامی ایران» وتعني باللغة العربية: جمهورية إيران الإسلامية.

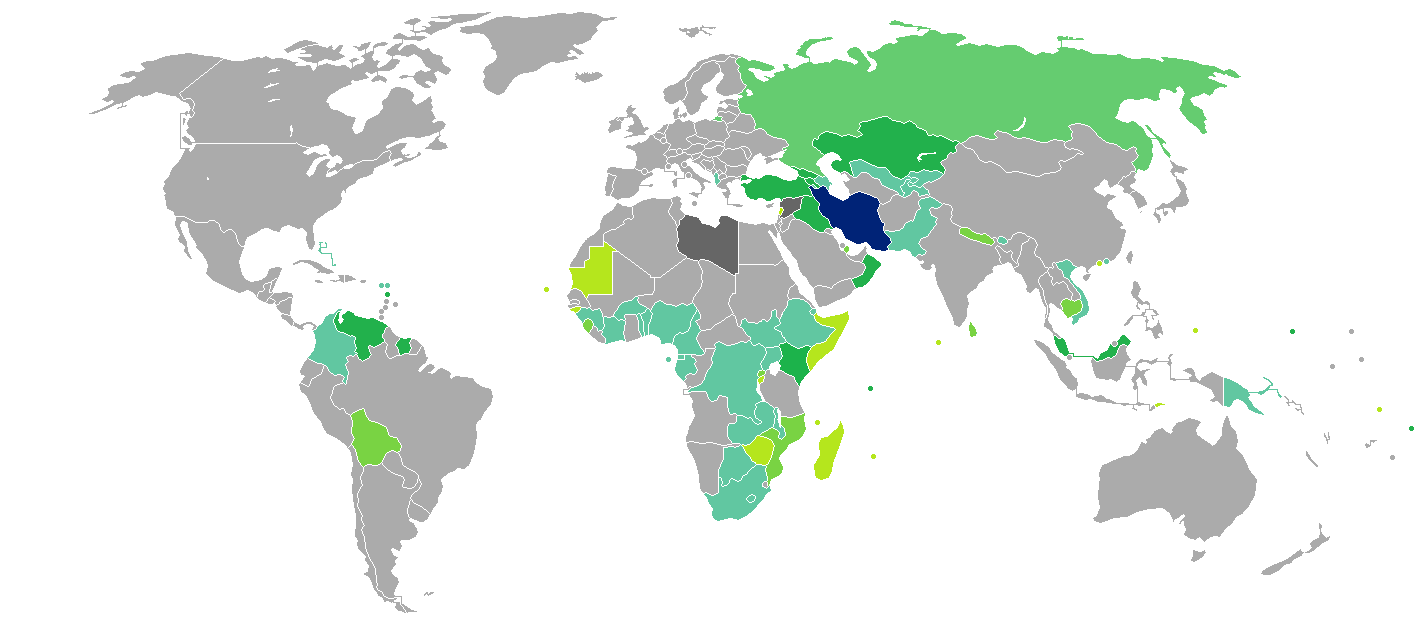
البلدان والأقاليم التي لا تفرض تأشيرة أو تطلب تأشيرة دخول عند الوصول للجهة، لحاملي جوازات السفر الإيراني العادية.

## تكوين الجزء الأساسي للجواز الإيراني
يكتب الجواز الإيراني باللغتين الفارسية والإنجليزية، وطبع عليها بالغلاف الرئيسي للجواز (بالفارسية: جمهوری اسلامی ایران) ، أي جمهورية إيران الإسلامية.

## نماذج من صور الجواز الإيراني

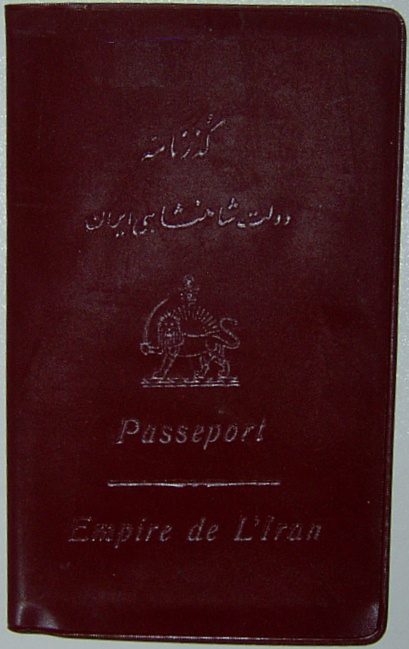
جواز سفر إيراني قديم في فترة الشاه.
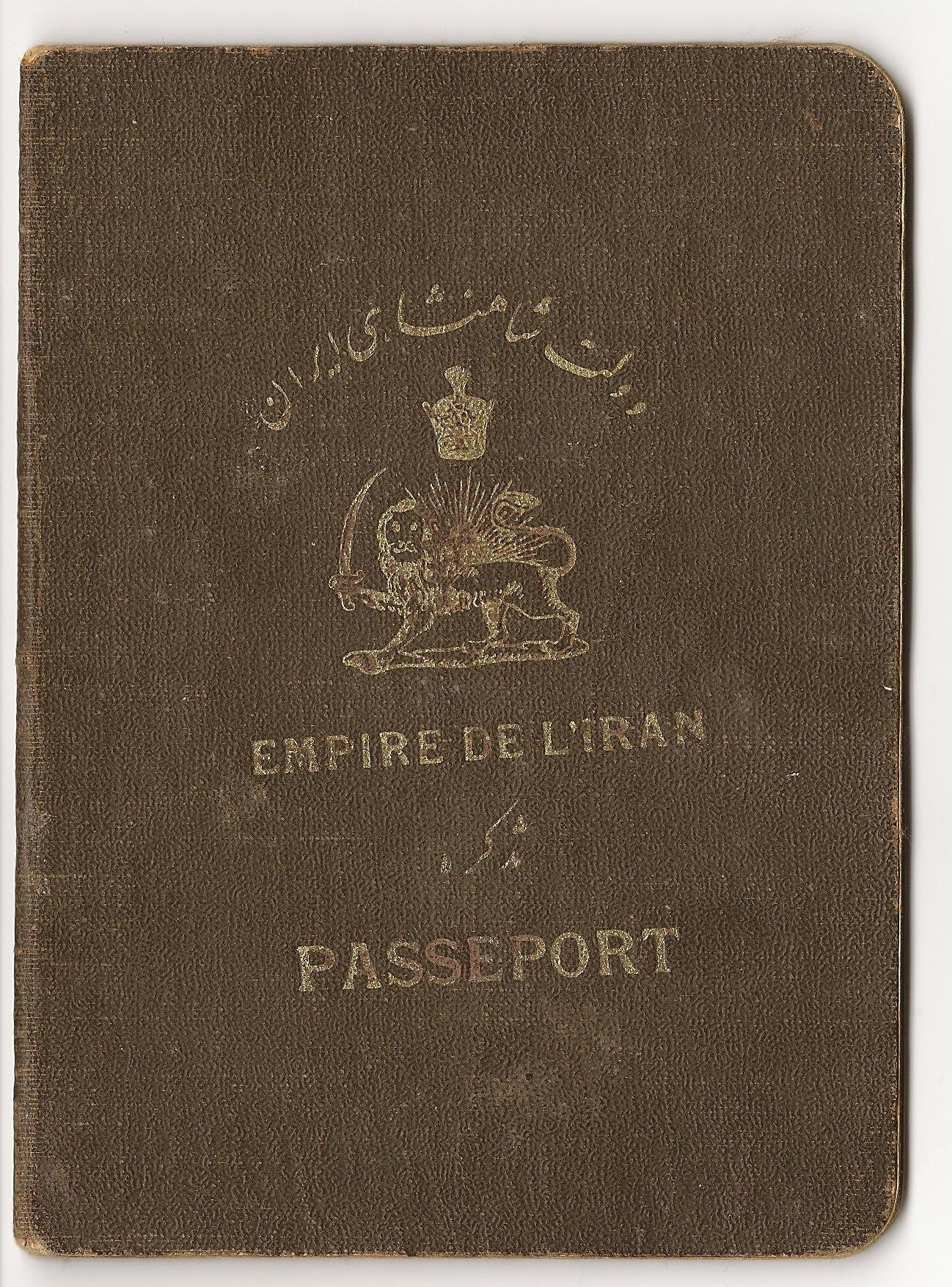
جواز سفر قديم آخر في فترة الشاه المكتوبة باللغة الفارسية والفرنسية بإسم (دولت شاهنشاهی ایران).
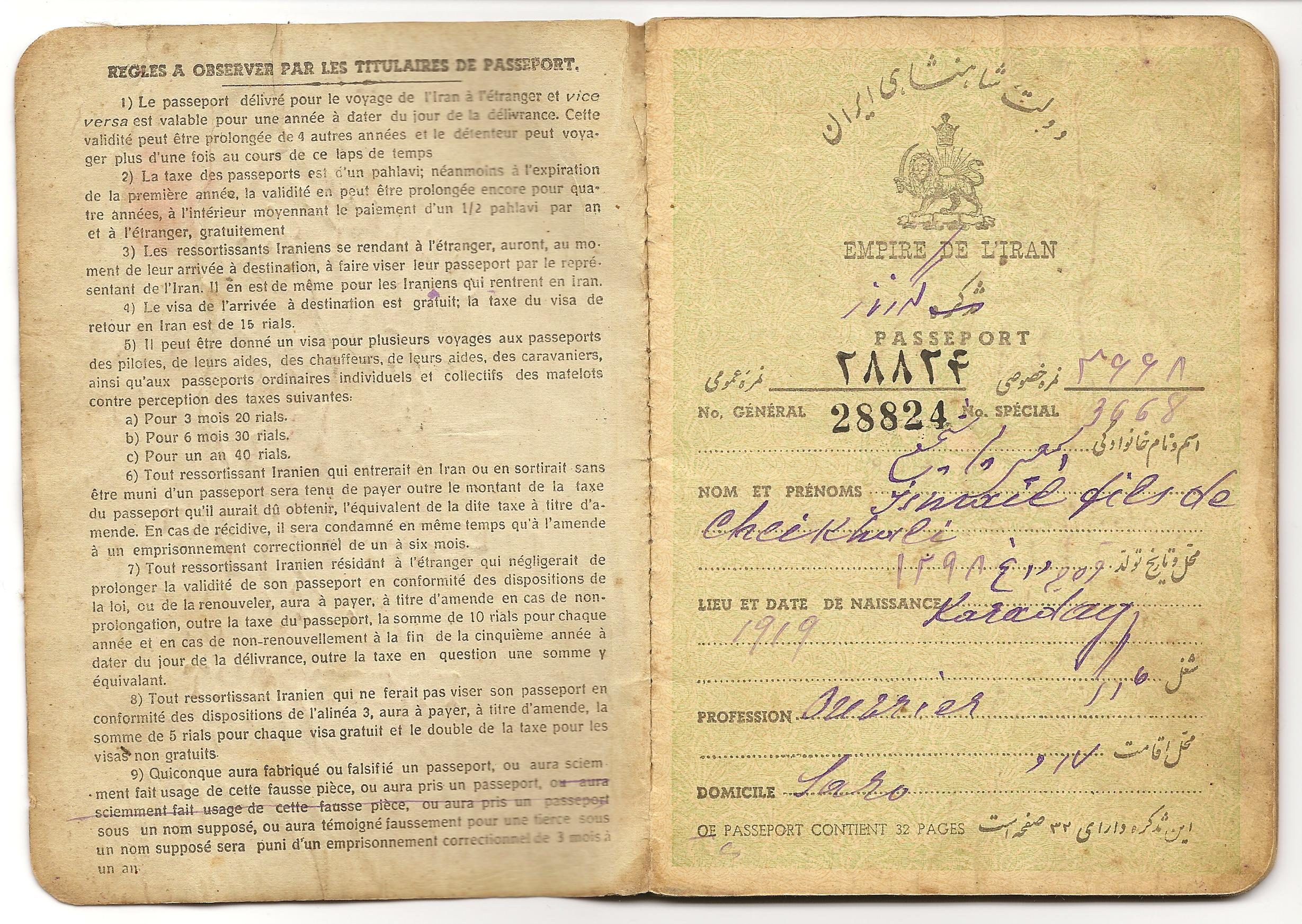
الجواز الإيراني القديم من الداخل وتظهر تعليمات كاملة باللغة الفرنسية.

## اقرأ أيضاً
- بطاقة الأحوال المدنية الإيرانية
- سياسة إيران
- متطلبات الحصول على تأشيرة للمواطنين الإيرانيين

## وصلات خارجية
- Ministry of Foreign Affairs of Iran
- Iranian Interests Section at Pakistani Embassy (Washington D.C.)
- Continental visa & passport requirement database